# Beganovi
Beganovi är en ort i Bosnien och Hercegovina.   Den ligger i entiteten Federationen Bosnien och Hercegovina, i den centrala delen av landet, 18 kilometer väster om huvudstaden Sarajevo. Beganovi ligger 658 meter över havet och antalet invånare är 181.
Terrängen runt Beganovi är kuperad åt nordväst, men åt sydost är den bergig.Runt Beganovi är det ganska tätbefolkat, med 93 invånare per kvadratkilometer.. Närmaste större samhälle är Sarajevo, 18,2 kilometer öster om Beganovi. 
Omgivningarna runt Beganovi är en mosaik av jordbruksmark och naturlig växtlighet.